# Aspidomolgus stoichactinus
Genre
Espèce
Aspidomolgus stoichactinus, unique représentant du genre Aspidomolgus, est une espèce de copépodes de la famille des Rhynchomolgidae.

## Distribution
Cette espèce se rencontre aux Antilles et en Floride dans l'océan Atlantique.
Ce copépode est associée à l'anémone de mer Stichodactyla helianthus.

## Publication originale
- Humes, 1969 : Aspidomolgus stoichactinus n. gen., n. sp. (Copepoda, Cyclopoida) Associated with an Actiniarian in the West Indies. Crustaceana, vol. 16, no 3, p. 225-242.